# 12012
12012 (イチニーゼロイチニ, ichi nī zero ichi ni, lit. "um, dois, zero, um, dois") é uma banda de J-Rock formada em 2003 em Osaka. O grupo adota o estilo visual kei.

## Carreira

Logotipo da banda

Lançado em junho de 2007, o single "Cyclone" foi usado como tema de encerramento do anime Romeo X Juliet, e alcançou a vigésima posição nas paradas da Oricon. Em agosto do mesmo ano, o vocalista Wataru Miyawaki foi preso após tentar estrangular uma colega.
12012 entrou em hiato por tempo indeterminado no final de 2014.
Em 21 de junho de 2020 a banda anunciou o fim de seu hiato e o retorno do guitarrista Suga.

## Membros
- Wataru Miyawaki (宮脇 渉 Miyawaki Wataru) – vocal (2003–presente)
- Hiroaki Sakai (酒井 洋明 Sakai Hiroaki) – guitarra (2003–presente)
- Shinichirō Saitō (齋藤紳一郎 Saitō Shinichirō)  – guitarra rítmica (2013–presente)
- Yūsuke Suga (須賀 勇介 Suga Yūsuke) – guitarra (2003–2010, 2020–presente)
- Tomoyuki Enya (塩谷 朋之 Enya Tomoyuki) – baixo (2003–presente)
- Tōru Kawauchi (川内 亨 Kawauchi Tōru) – bateria (2003–presente)

## Discografia

### Álbuns
- Increasingly (28 de abril de 2004)
- Bell Salem (ベルサレム, 6 de outubro de 2004)
- Knight Mare (3 de novembro de 2004)
- Shin -Deep- (深～Deep～,  Dezembro de 2004)
- Increasingly -Kanzen Ban- (Increasingly-完全盤-, 15 de junho de 2005)
- Not Obtain+1 (1 de fevereiro de 2006)
- Play Dolls (1 de fevereiro de 2006)
- Diamond (12 de dezembro de 2007)
- Mar Maroon (11 de março de 2009)
- Seven (14 de Julho de 2010)
- 12012 (14 de março de 2012)

### Singles
- "Depression Sign" (23 de julho de 2003)
- "Shudder" (31 de março de 2004)
- "Shuu" (襲, 12 de dezembro de 2004)
- "Hitori" (独, 11 de fevereiro de 2005)
- "Swallow" (16 de março de 2005)
- "Sick" (16 de março de 2005)
- "Depression Sign -Kanzen Ban-" (Depression Sign -完全盤-, 15 de junho de 2005)
- "Shudder -Kanzen Ban-" (Shudder -完全盤-, 15 de junho de 2005)
- "Icy -Cold City-" (12 de dezembro de 2005)
- "Orion" (17 de fevereiro de 2006)
- "Heart" (10 de maio de 2006)
- "Pistol" (20 de setembro de 2006)
- "Wana" (罠, 18 de outubro de 2006)
- "Over…" (15 de novembro de 2006)
- "Cyclone" (サイクロン, 13 de junho de 2007)
- "Shine" (17 de outubro de 2007)
- "Merry Go World" (16 de abril de  2008)
- "Taiyou" (太陽, 20 de agosto de 2008)
- "Aitai Kara...." (逢いたいから...., 29 de outubro de 2008)
- "As" (21 de janeiro de 2009)
- "Hallelujah" (18 de fevereiro de 2009)
- "Usubeni to ame"(薄紅と雨, 7 de outubro de 2009)
- "TATOO" (24 de fevereiro de 2010)
- "The Pain Of Catastrophe" (26 de Maio de 2010)
- "Decida of Silence" (24 de Abril de 2013)
- "THE SWAN" (11 de setembro de 2013)

### Vídeo
- Crom (20 de abril de 2005)
- Created Movie 1 ~Kakuu Toshi Taihai Byōsha~ (CREATED MOVIE1～架空都市退廃描写～, 27 de julho de 2005)
- Macrograph (28 de setembro de 2005)
- Heart: The clip (31 de maio de 2006)
- Hide & Seek ~Tour 2006~ (30 de agosto de 2006)
- Japanesque Rock Collectionz Cure DVD 02 (25 de outubro de 2006)
- Created Movie 2 ~Modern Films~ (13 de dezembro de 2006)
- XII Party (21 de fevereiro de 2007)
- 5th Anniversary Special Live Arashi(Aniversário de 5 anos, especial ao vivo 「嵐」, 24 de setembro de 2008)

### Livros
- Croon After the Bed (25 de janeiro de 2006)
- Deracine (25 de maio de 2006)